# Arthur II van Bretagne
Arthur II van Bretagne (25 juli 1261 - Saint-Denis-en-Val, 27 augustus 1312) was van 1305 tot aan zijn dood hertog van Bretagne. Hij behoorde tot het huis Dreux-Bretagne.

## Levensloop
Arthur II was de oudste zoon van hertog Jan II van Bretagne en Beatrix van Engeland, dochter van koning Hendrik III. Na het overlijden van zijn vader erfde hij in 1305 het hertogdom Bretagne, terwijl zijn jongere broer Jan het graafschap Richmond erfde.
Als hertog van Bretagne voerde Arthur II een onafhankelijke politiek tegenover de Franse kroon. Zo verdeelde hij het hertogdom in acht districten: Léon, Cornouaille, Trégor, Penteur, Vannes, Nantes, Rennes en Saint-Malo. In 1309 organiseerde hij de eerste vergadering van de Bretonse Staten, waarbij voor het eerst in de Franse geschiedenis de Derde Stand werd vertegenwoordigd.
In 1312 stierf hij op 51-jarige leeftijd in het Château de l'Isle in Saint-Denis-en-Val. Hij werd bijgezet in het cordeliersklooster van Vannes. Zijn graf werd tijdens de Franse Revolutie vernield, maar later gerestaureerd.

## Huwelijken en nakomelingen
In 1275 huwde hij met zijn eerste echtgenote, burggravin Maria van Limoges (1260-1291). Door dit huwelijk kwam Arthur in het bezit van het burggraafschap Limoges. Ze kregen drie kinderen:
- Jan III (1286-1341), hertog van Bretagne
- Gwijde (1287-1331), graaf van Penthièvre
- Peter (1289-1312), heer van Dol-Combourg en Saint-Malo

In mei 1292 huwde Arthur met zijn tweede echtgenote Yolande van Dreux (1263-1330), dochter van graaf Robert IV van Dreux en weduwe van koning Alexander III van Schotland. Ze kregen zes kinderen:
- Jan van Montfort (1295-1345), graaf van Montfort en tegenhertog van Bretagne
- Beatrix (1295-1384), huwde met heer Gwijde X van Laval
- Johanna (1296-1364), huwde met burggraaf Robrecht van Kassel
- Alix of Adelheid (1297-1377), huwde met graaf Burchard VI van Vendôme
- Blanche (1300), jong gestorven
- Maria (1302-1371), werd kloosterzuster

## Voorouders
| Voorouders van Arthur II van Bretagne | Voorouders van Arthur II van Bretagne                              | Voorouders van Arthur II van Bretagne                              | Voorouders van Arthur II van Bretagne                                      | Voorouders van Arthur II van Bretagne                                      | Voorouders van Arthur II van Bretagne                                         | Voorouders van Arthur II van Bretagne                                         | Voorouders van Arthur II van Bretagne                                                | Voorouders van Arthur II van Bretagne                                                |
| ------------------------------------- | ------------------------------------------------------------------ | ------------------------------------------------------------------ | -------------------------------------------------------------------------- | -------------------------------------------------------------------------- | ----------------------------------------------------------------------------- | ----------------------------------------------------------------------------- | ------------------------------------------------------------------------------------ | ------------------------------------------------------------------------------------ |
| Overgrootouders                       | Peter Mauclerc (1187-1250) ∞ Adelheid van Bretagne (1200-1221)     | Peter Mauclerc (1187-1250) ∞ Adelheid van Bretagne (1200-1221)     | Theobald I van Navarra (1201-1253) ∞ Agnes van Beaujeu-Montpensier (-1231) | Theobald I van Navarra (1201-1253) ∞ Agnes van Beaujeu-Montpensier (-1231) | Jan zonder Land (1167-1216) ∞ 1200 Isabella van Angoulême (1186-1246)         | Jan zonder Land (1167-1216) ∞ 1200 Isabella van Angoulême (1186-1246)         | Raymond Berengarius V van Provence (1198-1245) ∞ 1220 Beatrix van Savoye (1205-1266) | Raymond Berengarius V van Provence (1198-1245) ∞ 1220 Beatrix van Savoye (1205-1266) |
| Grootouders                           | Jan I van Bretagne (1217-1286) ∞ Blanche van Navarra (1226-1283)   | Jan I van Bretagne (1217-1286) ∞ Blanche van Navarra (1226-1283)   | Jan I van Bretagne (1217-1286) ∞ Blanche van Navarra (1226-1283)           | Jan I van Bretagne (1217-1286) ∞ Blanche van Navarra (1226-1283)           | Hendrik III van Engeland (1207-1272) ∞ 1236 Eleonora van Provence (1223-1291) | Hendrik III van Engeland (1207-1272) ∞ 1236 Eleonora van Provence (1223-1291) | Hendrik III van Engeland (1207-1272) ∞ 1236 Eleonora van Provence (1223-1291)        | Hendrik III van Engeland (1207-1272) ∞ 1236 Eleonora van Provence (1223-1291)        |
| Ouders                                | Jan II van Bretagne (1239-1305) ∞ Beatrix van Engeland (1242–1275) | Jan II van Bretagne (1239-1305) ∞ Beatrix van Engeland (1242–1275) | Jan II van Bretagne (1239-1305) ∞ Beatrix van Engeland (1242–1275)         | Jan II van Bretagne (1239-1305) ∞ Beatrix van Engeland (1242–1275)         | Jan II van Bretagne (1239-1305) ∞ Beatrix van Engeland (1242–1275)            | Jan II van Bretagne (1239-1305) ∞ Beatrix van Engeland (1242–1275)            | Jan II van Bretagne (1239-1305) ∞ Beatrix van Engeland (1242–1275)                   | Jan II van Bretagne (1239-1305) ∞ Beatrix van Engeland (1242–1275)                   |
| Arthur II van Bretagne (1261-1312)    |                                                                    |                                                                    |                                                                            |                                                                            |                                                                               |                                                                               |                                                                                      |                                                                                      |